# Říčka (přítok Litavy)
Říčka (též Zlatý potok, německy Rziczka či Goldbach) je vodní tok v Jihomoravském kraji. Pramení v Drahanské vrchovině, tvoří osu jižní části Moravského krasu, protéká po východním okraji Brna a dále do Dyjsko-svrateckého úvalu, kde se pod Měnínem vlévá do Litavy. Délka toku je 38,9 km, plocha povodí měří 144,3 km².

## Průběh toku

### Horní tok
Říčka pramení v lesích jihovýchodně od obce Bukovinka a její pramenná oblast je chráněna jako přírodní park Říčky. Na pomezí horního a středního toku se zařezává hluboko do vápencového údolí, kde lze sledovat různé krasové jevy. Blízko Ochoze u Brna, u místa zvaného Hádek, se nachází periodický vývěr, který za vyšších vodních stavů slouží naopak jako ponor (tzv. estavela). Zde se také nachází první z nádrží na jejím toku, rybník Pod Hádkem.
Nedaleko tohoto místa se Říčka propadá do několika hlubokých šachtovitých otvorů a dále pokračuje pouze jako suché údolí v délce asi 1 km. Zde se nacházejí významné jeskyně této části Moravského krasu – Ochozská jeskyně, Pekárna, Netopýrka či Švédův stůl. Kromě Ochozské jsou tyto jeskyně volně přístupné. Zvláště Pekárna a Švédův stůl jsou světově významnými archeologickými nalezišti.
Z hlediska délky a důležitosti systému je nejvýznamnější Ochozská jeskyně, která je svou dosud známou délkou okolo 1,7 km nejdelší v jižní části Moravského krasu. Jeskyně je zpřístupněna pouze několikrát do roka, a to za dohledu průvodců – jeskyňářů. Přístupnost jeskyně je velmi závislá na stavech vody Hostěnického potoka, protékajícího po jejím dně. V případě nadměrného stavu vody potok zaplavuje spodní patra jeskyně a zcela znemožňuje její bezpečný průstup.

### Střední tok
Pod Ochozskou jeskyní přijímá Říčka zprava Ochozský potok a vstupuje do svého středního toku, vedeného stále hluboko zaříznutým zalesněným údolím s několika výraznými meandry. Na toku se nachází několik mlýnů a nádrží (viz níže Vodohospodářství). Údolí je intenzivně využíváno obyvateli Brna pro příměstskou rekreaci. Jeho úsek přilehlý k brněnské části Líšeň se nazývá Mariánské údolí (za komunismu Gottwaldovo). Na hřebenu na pravém břehu leží rozlehlé hradiště Staré Zámky, osídlené prakticky nepřetržitě od mladší doby kamenné přes bronzovou po halštatskou.

### Dolní tok
Na dolním toku Říčka vtéká do bezlesé zemědělské krajiny Dyjsko-svrateckého úvalu a je převážně vedena regulovaným korytem. Kvalitou vody se jedná o silně znečištěný tok. Protéká obcemi Podolí, Bedřichovice, Šlapanice, Kobylnice, Sokolnice (kde protéká i zámeckým parkem a oborou), Telnice a Měnín. Od soutoku s Roketnicí u Ponětovic nese též jméno Zlatý potok.
Říčka se u Měnína vlévá do řeky Litavy na jejím říčním kilometru 7,2.

## Údolí Říčky
Celé údolí Říčky je velmi oblíbeným cílem pěších a cykloturistických výletů. Tvoří východní okraj Brna a tvoří tak protipól Brněnské přehrady na západě. Všechna významná místa jsou spojena značenou naučnou stezkou. Ve svém prameništi nedaleko obce Bukovinka (převážně na katastru Hostěnic a zčásti také Račic) je krajina chráněna prvním stupněm ochrany přírody jako Přírodní park Říčky. Na něj navazuje úsek vedoucí oblastí ponorů a jeskynních systémů v jižní části CHKO Moravský kras, s přírodními rezervacemi Údolí Říčky, Velký Hornek a U Staré Vápenice.

## Vodohospodářství
Mezi Ochozí a Líšní se na Říčce nachází kaskáda tří malých vodních nádrží: U Kadlecova mlýna, Pod hrádkem a Muchova bouda (někdy se nazývají pouze Horní, Prostřední a Dolní nádrž), přičemž na pahorku mezi nádržemi Pod hrádkem a Muchovou boudou se nachází zřícenina hradu Horákov.
Správcem toku je Povodí Moravy, s.p. – závod Dyje.

## Galerie

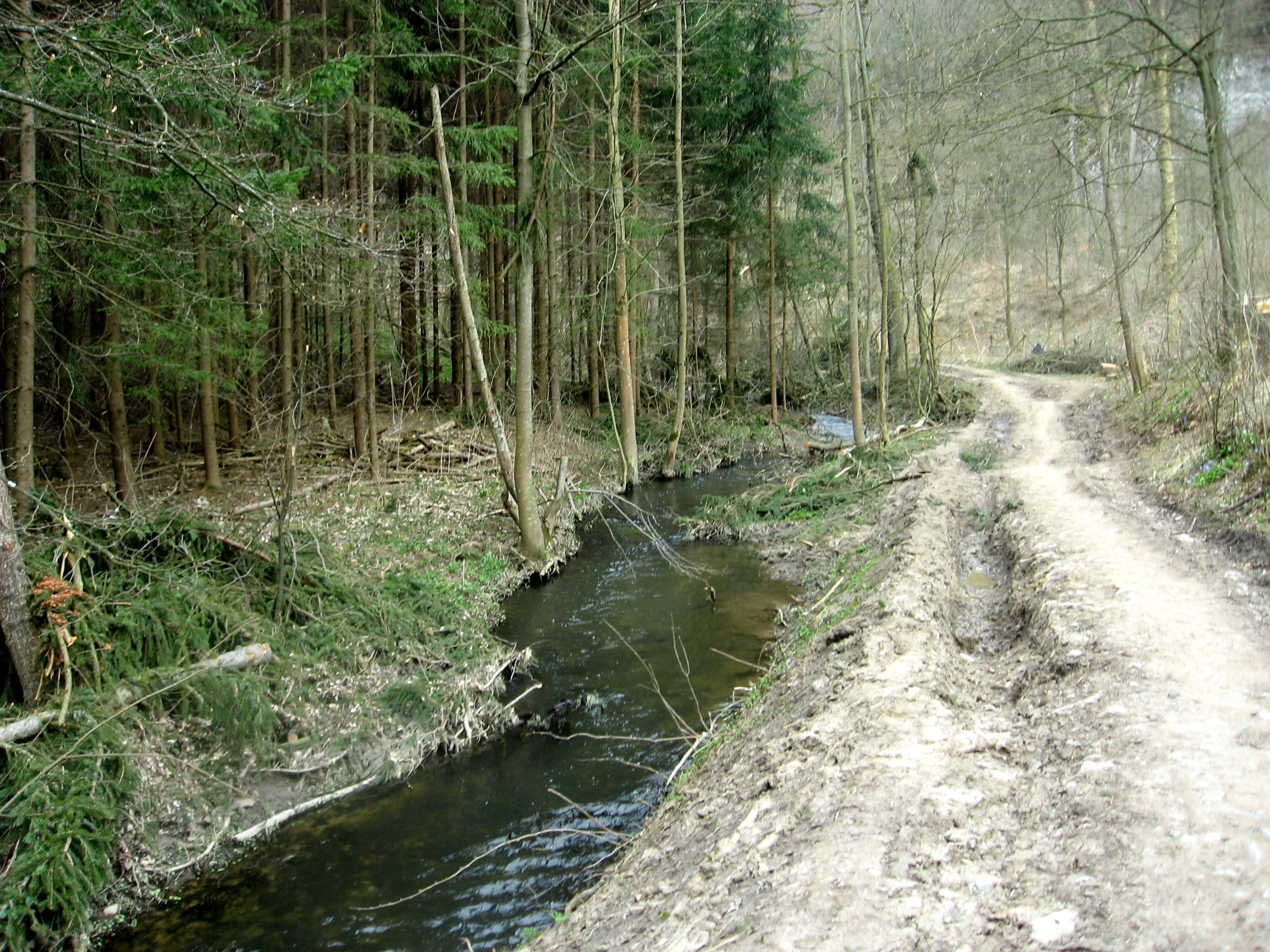
Údolí Říčky
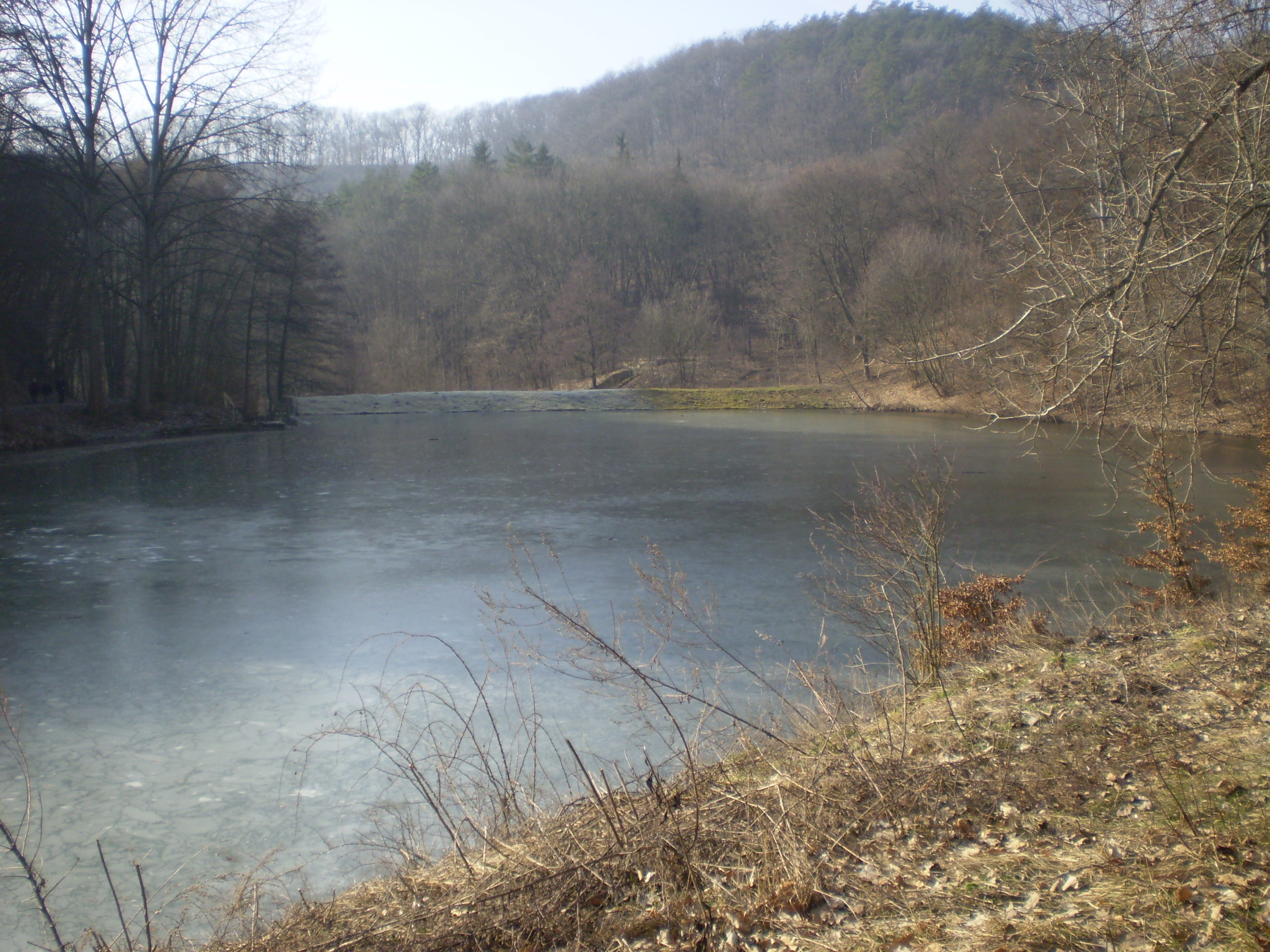
Nádrž Pod hrádkem v Mariánském údolí
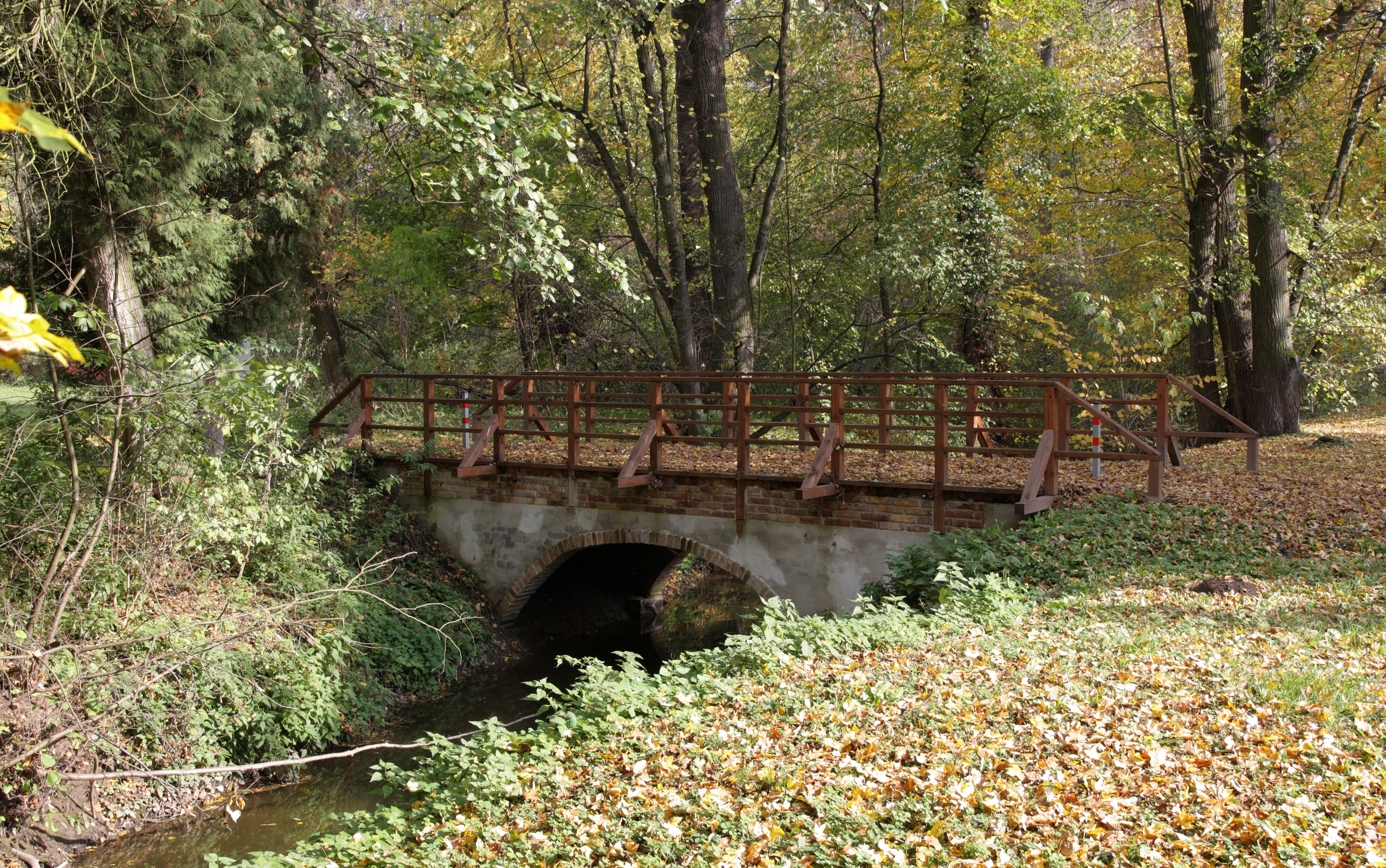
Most přes Říčku v sokolnickém zámeckém parku
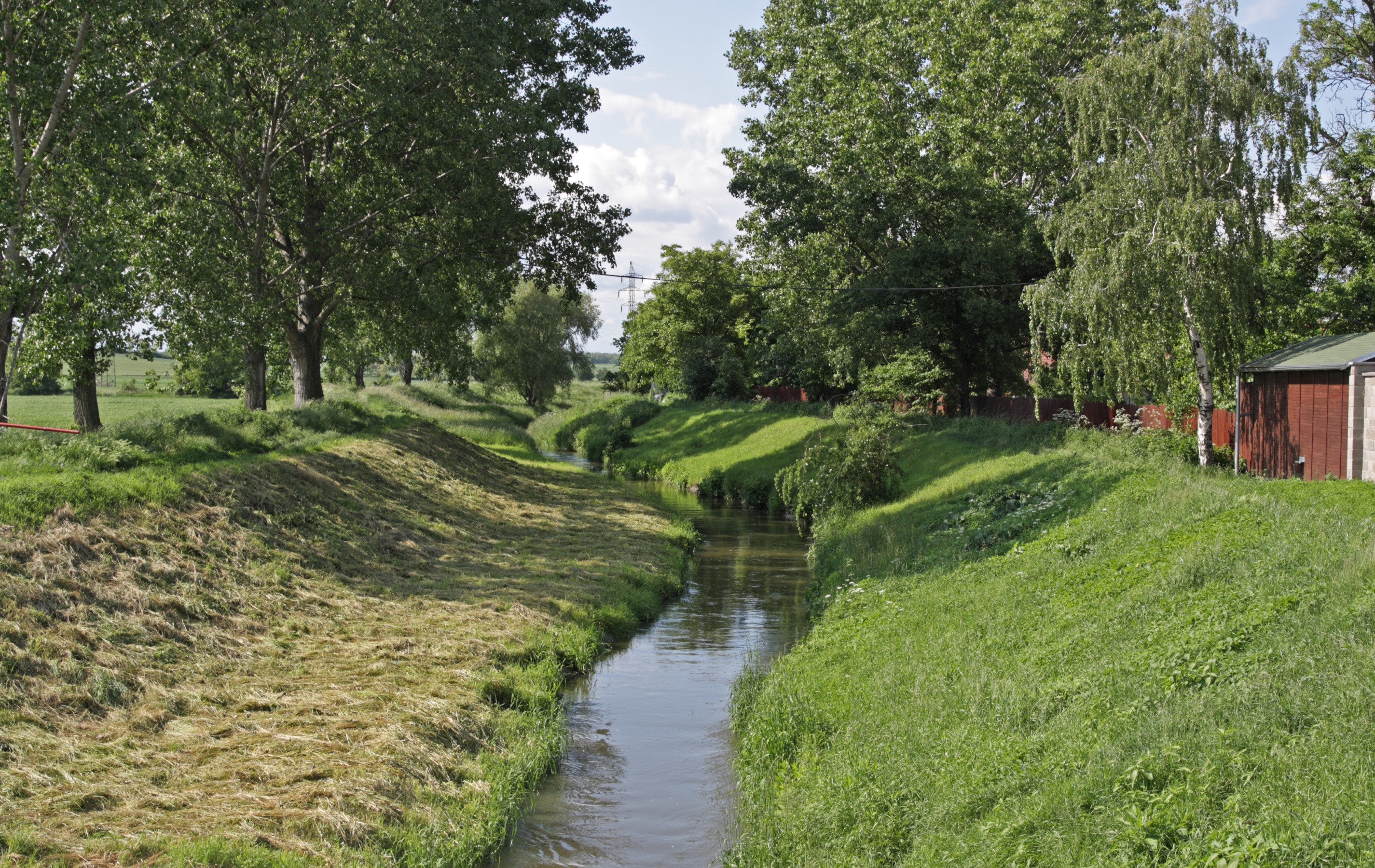
Říčka v Měníně
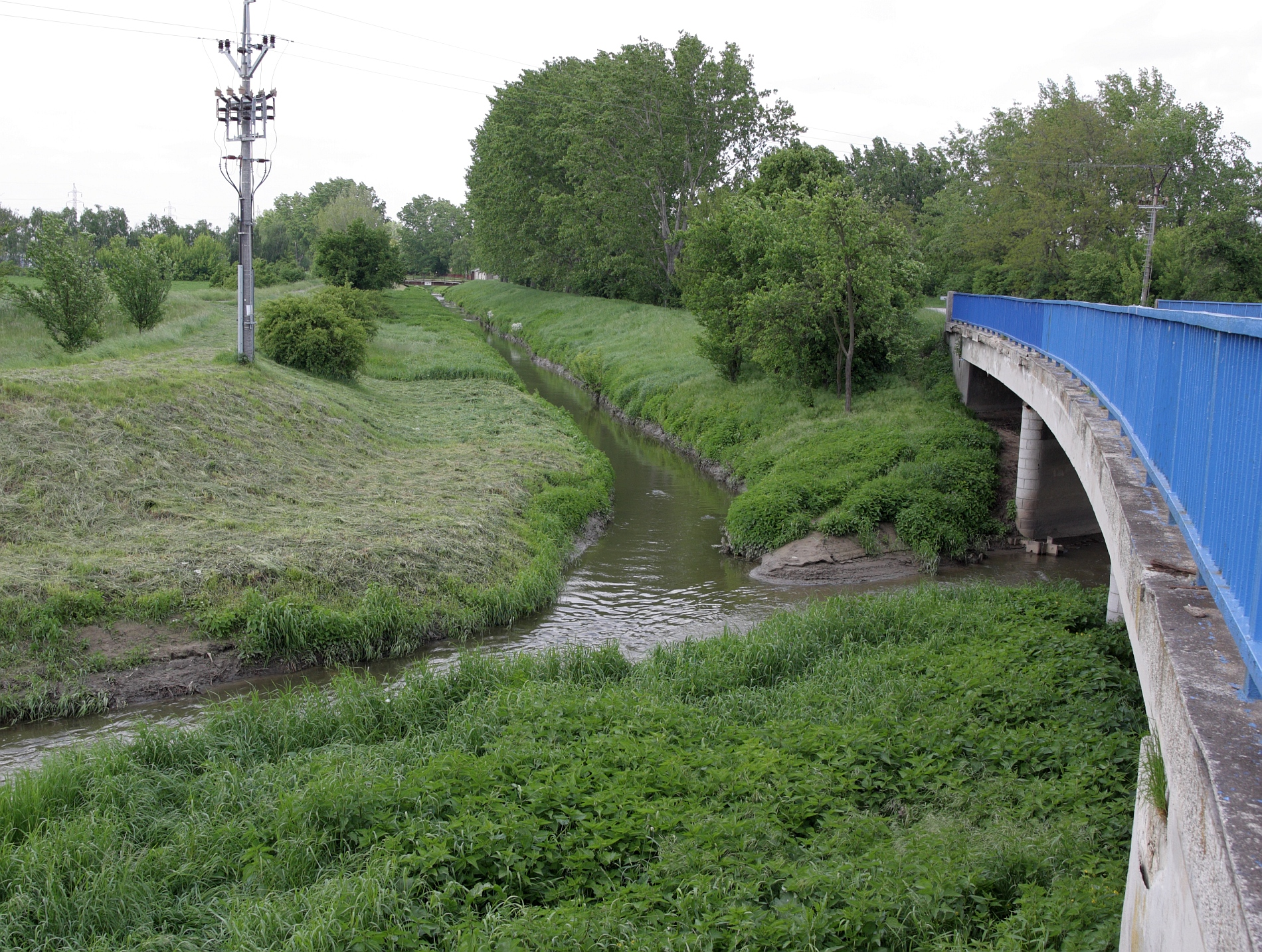
Soutok Říčky a Litavy u Měnína